# Zimony ostroma (1521)
Zimony ostroma 1521. július 3-ától július 12-éig tartott. A várat I. Szulejmán szultán hada vette be. Előzőleg elesett Szabács, míg Nándorfehérvár ostroma tovább tartott. A várat alig 350 szerb katona élén védte Szkublics Márkó, aki megesküdött, hogy meghal, de nem adja fel az erősséget. A vár tüzérsége mindössze három tarackból állt, amik hatékonyan nem tudták felvenni a harcot az oszmán tüzérséggel szemben.
Szklubics és emberei összesen kilenc napig harcoltak reménytelenül a túlerőben szemben. Az utolsó napon a szultán általános rohamot intézett a vár ellen. A harcban Szkublics súlyos sebet kapott és száz maradék emberével a piactérre szorult, ott folytatta a hősies ellenállítást, amíg mindegyik katonája el nem esett, s a törökök elfoglalták a várat. Szkublicsot félholtan vitték a szultán elé, aki egy magával hozott harci elefánttal megölette.
Szabács és Zimony védőinek hősies és végsőkig tartó ellenállását a törökök is mélységesen tisztelték.

## Külső hivatkozások
- Szilágyi Sándor: A Magyar Nemzet Története – VI. FEJEZET, Nándor-Fejérvár eleste
- Magyarország története, újonnan átdolgozta Hatvani M. 652. old. – Google Books